# خورخي تشافيز
خورخي تشافيز (بالفرنسية: Jorge Chávez Dartnell) هو طيار ومهندس فرنسي وبيروفي، ولد في 13 يونيو 1887 في باريس في فرنسا، وتوفي في 27 سبتمبر 1910 في دومودوسولا في إيطاليا.

## روابط خارجية
- خورخي تشافيز على موقع أوليمبيديا (الإنجليزية)